# Pelusios williamsi
Pelusios williamsi is een schildpad uit de familie pelomedusa's (Pelomedusidae).

## Naam en indeling
De wetenschappelijke naam van de soort werd voor het eerst voorgesteld door Raymond Ferdinand Laurent in 1965. Oorspronkelijk werd de wetenschappelijke naam Pelusios williamsi williamsi gebruikt.
De soortaanduiding williamsi is een eerbetoon aan de Amerikaanse herpetoloog Ernest Edward Williams (1914 - 1998).

### Ondersoorten
De soort wordt verdeeld in drie ondersoorten die onderstaand zijn weergegeven, met de auteur en een verklaring van de soortaanduiding.
| Naam                         | Auteur        | Verklaring soortaanduiuding             |
| ---------------------------- | ------------- | --------------------------------------- |
| Pelusios williamsi williamsi | Laurent, 1965 | Vernoemd naar Ernest Edward Williams    |
| Pelusios williamsi laurent   | Bour, 1984    | Vernoemd naar Raymond Ferdinand Laurent |
| Pelusios williamsi lutescens | Laurent, 1965 | 'Van het moeras'.                       |

## Uiterlijke kenmerken
De schildpad kan een rugschildlengte bereiken van 25 centimeter. Het schild is langwerpig van vorm en is het breedst aan de achterzijde. De schildkleur is donkerbruin tot zwart en draagt een lage kiel op het midden. De marginaalschilden hebben geen doornachtig uitsteeksel aan de achterzijde. Het buikschild heeft een overwegend gele kleur of is zwart met gele naden tussen de buikschilden. De plastronformule is als volgt: abd > fem > hum > intergul > an > pect > gul.
De kop is relatief breed, de snuitpunt steekt iets uit en de bovenkaak draagt twee tandachtige uitsteeksels. Onder de kin zijn twee baarddraden aanwezig. De kleur van de kop en staart is bruin, ook de poten hebben een bruine kleur en zijn geelachtig aan de onderzijde. De pootoksels hebben een lichtere, gele kleur. Mannetjes zijn van vrouwtjes te onderscheiden door een langere en dikkere staart en een iets holler buikschild.

## Levenswijze
Over de biologie en levenswijze is weinig bekend. Pelusios williamsi is waarschijnlijk voornamelijk een carnivoor.

## Verspreiding en habitat
De schildpad komt voor in delen van Afrika; Congo-Kinshasa, Kenia, Oeganda en Tanzania. De habitat bestaat uit grotere meren en diepere delen van moerasssen en rivieren.